# Antoinette Soulas
Pour les articles homonymes, voir Soulas.
Antoinette Soulas est poètesse et auteure française de roman policier.

## Biographie
Antoinette Soulas traduit des poèmes de Rudyard Kipling en 1935.  Elle épouse Henri Vialleton avec qui elle n’est pas heureuse. Poétesse, elle fréquente les milieux artistiques de la capitale et devient la maîtresse de Juliette Lafeychine, la mère de la future Juliette Gréco. Lors de la déclaration de la Deuxième Guerre mondiale, Juliette Lafeychine, qui habite Paris, récupère ses deux filles et achète avec Antoinette Soulas une propriété isolée en Périgord où elles comptent vivre toutes les quatre en sécurité pendant le conflit armé. Mais Juliette et Antoinette s’engagent dès les premières heures de l'Occupation dans la Résistance et la maison devient bientôt un lieu de passage important du réseau clandestin.  Le 9 septembre 1943, Juliette Lafeychine et ses filles sont arrêtées par la Gestapo.  La mère et Charlotte seront déportées au camp de Ravensbrück, et la jeune Juliette, qui n’a que 16 ans, est relâchée en octobre, mais ne parvient pas à reprendre contact avec Antoinette Soulas qui se cache dans le Midi.[réf. nécessaire]
Après la Deuxième Guerre mondiale, Antoinette Soulas se lance dans le roman policier et publie la série des enquêtes de l’inspecteur Martin Jules, commissaire principal de la police judiciaire de Paris. Homme bedonnant qui fume la pipe, ce héros observe des méthodes d’enquête qui rappellent celles du Maigret de Georges Simenon.  Dans Café sans ticket (1949), il est mêlé à une sordide affaire de sexe et de drogue qui implique des membres de la Résistance. L’utilisation d’un passé récent dans une intrigue menée avec rigueur vaut au roman d’être remarqué. L’auteur attend pourtant près de dix ans avant de donner une deuxième aventure à Martin Jules avec Mort d’une ombre (1958), où, maintenant à la retraite dans le Périgord, le vieux limier reprend du service pour élucider le meurtre d’une jeune femme dont la solution se trouve dans une ancienne relation amoureuse des années 1930.  Le dernier roman de la série, Ces chambres toujours vides... (1966), se déroule à Montpellier où sévit un maître-chanteur.[réf. nécessaire]

## Œuvre

### SérieInspecteur Martin Jules
- Café sans ticket, Paris, Delmas, coll. Les Trois Léopards no 9, 1949
- Mort d’une ombre, Paris, Librairie des Champs-Élysées, Le Masque no 608, 1958
- Ces chambres toujours vides..., Paris, Librairie des Champs-Élysées, Le Masque no 918, 1966

### Traduction
- Poèmes de Rudyard Kipling, texte en vers français par Antoinette Soulas, précédé d’un essai sur la traduction poétique, préface d’André Maurois, Paris, Denoël et Steele, 1935

## Sources
- Jacques Baudou et Jean-Jacques Schleret, Le Vrai Visage du Masque, vol. 1, Paris, Futuropolis, 1984, 476 p. (OCLC 311506692), p. 408.
- Claude Mesplède, Dictionnaire des littératures policières, vol. 2 : J - Z, Nantes, Joseph K, coll. « Temps noir », 2007, 1086 p. (ISBN 978-2-910686-45-1, OCLC 315873361), p. 805.